# Luberoite
La luberoite è un minerale.